# 克里韋 (若夫克瓦區)
50°11′14″N 23°49′41″E / 50.18722°N 23.82806°E
克里韋（烏克蘭語：Криве），是烏克蘭西部的村莊，隸屬利維夫州的利維夫區。該村面積0.88平方公里，2001年該村落人口224，人口密度每平方公里254.55人。